# Горки (Варнавинський район)
Горки (рос. Горки) — село в Варнавинському районі Нижньогородської області Російської Федерації.
Населення становить 165 осіб. Входить до складу муніципального утворення Шудська сільрада.

## Історія
Від 2009 року входить до складу муніципального утворення Шудська сільрада.

## Населення
| 1999 | 2002 | 2010 |
| ---- | ---- | ---- |
| 267  | ↘230 | ↘165 |